# EHC Burgdorf
Der EHC Burgdorf ist ein Schweizer Eishockeyklub aus Burgdorf BE im Kanton Bern, der derzeit am Spielbetrieb der 1. Liga, die vierthöchste Ligastufe der Schweiz, teilnimmt.

## Geschichte
Der EHC Burgdorf wurde 1959 gegründet. In der Saison 1965/66 wurde der Aufstieg in die 1. Liga realisiert, in der der Verein seither durchgehend spielt. 1975 wurden die Aufstiegsspiele in die Nationalliga B erreicht, die Promotion in die zweithöchste Liga wurde anschliessend jedoch verpasst. In der Saison 2012/13 wurde das Finalspiel um die Schweizer Amateurmeisterschaft erreicht, welches mit 3:4 nach Verlängerung gegen den HC Düdingen Bulls verloren ging.
Bekanntheit erlangte der EHC Burgdorf in der Region für seine gute Nachwuchsarbeit, da er einige spätere NLA-Spitzenspieler hervorgebracht hat. Hierbei sind beispielsweise die beiden Berger-Brüder Alain und Pascal, Mario Rottaris und Marc Reichert zu nennen.

## Bekannte Spieler und Trainer
- Alain Berger
- Pascal Berger
- Andreas Beutler
- Urs Dolder
- Marc Reichert
- Mario Rottaris
- Pascal Sommer
- Daniel Steiner
- Martin Stettler